# Drapeau du Maroc

Pavillon civil du Maroc depuis l'indépendance.

Pavillon de la marine royale.

Le drapeau du Maroc est une pièce d'étoffe servant d'emblème national au royaume du Maroc depuis 1915. Il est rouge frappé d'une étoile verte à cinq branches en son centre qui représente entre autres les cinq branches de l'islam.
Entièrement rouge à l'origine, cet emblème historique de la dynastie alaouite au pouvoir depuis le XVIIe siècle s'est vu adjoindre un pentagramme vert en son centre en 1915 par le sultan Moulay Youssef, trois ans après le début du protectorat français au Maroc.

## Le drapeau actuel et ses origines

Le pentagramme.

Au XVIIe siècle, lorsque le Maroc était sous l'autorité de la dynastie alaouite, son drapeau arborait le plus souvent une couleur rouge unie. Les chérifs de La Mecque employaient cette teinte comme couleur de référence. Le drapeau va la garder jusqu'à l'époque du protectorat français en raison de sa similitude avec les couleurs de la marine française.
L'actuelle étoile verte à cinq branches a été introduite le 17 novembre 1915 par un dahir du sultan Moulay Youssef,,, soit un peu plus de trois ans et demi après le début du protectorat.
On retrouve cette étoile sur les armoiries du Maroc, entre deux lions. L'actuel drapeau du Maroc porte généralement l'étoile verte symétrique par rapport à l'axe médian vertical. Il se présente aussi parfois avec l'étoile verte symétrique par rapport à l'axe médian horizontal, la pointe axiale est alors dirigée vers la partie flottante. Cette variante a été vue devant le mausolée royal de Rabat.

## Description

Feuille de construction.

Le drapeau marocain est défini dans l'article 7 des constitutions de 1962 à 1996 et dans l'article 4 de celle de 2011 en ces termes : « Le drapeau rouge frappé en son centre d'une étoile verte à cinq branches. ».
Au centre du drapeau figure un cercle imaginaire ayant pour centre l'étoile à cinq branches équivalant à un tiers de la largeur du drapeau.

## Symbolisme
Le fond rouge du drapeau marocain est la couleur des Alaouites. L'étoile à cinq branches représente le "sceau de Salomon". C'est par un dahir le 17 novembre 1915, que le sultan marocain Moulay Youssef décida d'ajouter une étoile représentant le sceau de Salomon,, (Souleyman en langue arabe):

« Nous avons décrété de distinguer Notre drapeau en l’ornant au centre du sceau de Salomon à cinq branches, de couleur verte. Dieu conduise cet emblème dans les voies de la prospérité et de la gloire, présentement et dans l’avenir. »

## Protocole et usages

### L'étendard royal

Drapeau du roi du Maroc et de la dynastie alaouite

L'étendard royal du Maroc est un drapeau national dont les segments verts de l'étoile sont bordés d'un fin liseré doré.

### Les jours où le royaume pavoise
Le drapeau marocain est hissé de façon permanente sur tous les édifices publics et militaires. Il est également hissé dans les rues lors des déplacements du roi, lors des fêtes nationales et lors d'événements spécifiques : inaugurations ou encore visites de chefs d'État étrangers.
| Date        | Nom français                      | Nom local                      | Notes |
| ----------- | --------------------------------- | ------------------------------ | --- |
| 11 janvier  | Manifeste de l'indépendance       | Watiqat al-Istiqlal            | Prononcé en 1944. |
| 1er mai     | Fête du Travail                   | Aid ach-Choghl                 | Un jour férié. |
| 30 juillet  | Fête du trône                     | Aid al-Arch                    | C'est la plus importante fête civile au Maroc, cette cérémonie traditionnelle avait lieu le 3 mars à l'époque d'Hassan II, cette fête a été inaugurée en 1934 par des nationalistes marocains voulant défier les autorités françaises qui gouvernaient le Maroc. |
| 14 août     | Allégeance de l'Oued Eddahab      | Dikrat Istirjaa Ouad ad-Dahab  | Marque le retour des provinces sahariennes au Maroc. |
| 20 août     | La révolution du roi et du peuple | Thawrat al-Maliki wa ach-Chaāb | Il rappelle la déportation du sultan Mohammed V, après sa destitution par les autorités françaises en 1953, cet événement avait provoqué un sursaut de ferveur nationale dans la population outrée par ce geste de la puissance occupante. Aujourd'hui on allume des feux d'artifice et on organise défilé militaire partout dans le royaume du Maroc pour montrer sa puissance militaire, et les habitants arborent tous des drapeaux aux couleurs nationales pour montrer leur foi en leur pays et leur roi. C'est aussi une des très importantes cérémonies du royaume. |
| 21 août     | Fête de la Jeunesse               | Aid ach-Chabab                 | Date d'anniversaire du roi Mohammed VI. |
| 6 novembre  | La marche Verte                   | Al-Massira al-Khadrae          | Depuis 1975. |
| 18 novembre | Fête de l'indépendance            | Aid al-Istiqlal                | Fin du protectorat de la France sur le Maroc en 1955 (Fête nationale du pays). |

### Une coutume probablement d'origine espagnole
On fabrique au Maroc des rouleaux de tissu rouge frappé à intervalle régulier de l'étoile verte nationale. Ce tissu est utilisé de deux façons différentes. On peut le découper en rectangles ornés en leur centre d'une étoile verte et attacher ces rectangles — qui sont aussi parfois des carrés — à des hampes pour confectionner des drapeaux. On peut aussi de ces rouleaux dérouler de longues bandes ornées de plusieurs étoiles vertes et parer de ces banderoles le sommet d'un arc de triomphe ou le parapet d'un pont. C'est ainsi que les Espagnols décorent les balustrades des arènes taurines de longues banderoles à leurs couleurs nationales.[réf. nécessaire]

## Historique

### Avant la conquête musulmane (avant leVIIIesiècle)
Les premiers habitants connus du Maroc étaient des tribus berbères. Les Phéniciens avaient établi des comptoirs commerciaux aux alentours du XIIe siècle av. J.-C., parmi eux Carthage (aujourd’hui la Tunisie) Les Romains détruisirent Carthage en 146 av. J.-C., mais l'influence culturelle des Romains au Maroc était assez faible. En 429, les vandales d'Espagne envahirent le Maroc, et en 534 incorporé dans l'empire byzantin.

### Premier drapeau durant la conquête islamique (VIIIeetIXesiècles)
Au début du VIIIe siècle, le commandeur arabe Moussa Ibn Noçaïr conquit Tanger, y installa un gouverneur, et introduisit l’islam au Maroc. Les Berbères furent convertis, mais se révoltèrent en 740, pour fonder une principauté indépendante dans les montagnes du Rif. Les princes Idriss Ier (mort en 791) et Idriss II (mort en 828) ont gouverné toutes les tribus berbères et diffusé la foi musulmane. Les Idrissides (789-985) ont fondé la ville de Fès, et en ont fait leur capitale aussi bien politique et économique que religieuse. La dynastie des Idrissides a vite perdu son influence et son pouvoir sur le Maroc après la mort d'Idriss II. Le pouvoir a ensuite été disputé au long du Xe siècle entre les Fatimides d'Ifrikya (aujourd'hui l'Est de l'Algérie et la Tunisie) et les Omeyades d'al-Andalus.
Le premier drapeau marocain a été établi durant l’ère musulmane, mais n’était alors qu’une simple bannière de soie blanche, utilisée sur les champs de bataille.
Parfois ces drapeaux étaient ornés d’inscriptions coraniques.

### Almoravides
En 1062, les Berbères almoravides du sud du Maroc actuel envahirent les plaines du sud du Maroc. Le mot Almoravides vient de l'arabe Al Mourabitoun qui signifie « ceux qui vivent en communauté pieuse dans un ribat ». Le ribat en effet est à la fois une garnison militaire et une communauté pieuse. La dynastie almoravide se forma donc autour d'un marabout, un maître spirituel, le Sheikh Abdallah Ibn Yassine. Le premier de ses dirigeants était Youssef Ibn Tachfin, qui a fondé la ville de Marrakech en 1062. Les Almoravides ont dirigé une partie de l'Afrique du nord et l'Andalousie de 1061 à 1147. Ils imposèrent au départ un islam très strict mais l'exercice du pouvoir politique les ont progressivement amenés à modérer leur doctrine.
C'est sous la dynastie Almoravide que le drapeau est utilisé pour la première fois au Maroc comme un symbole d'État. Auparavant, des bannières de soie blanche étaient emportées sur les champs de bataille, avec quelquefois des inscriptions coraniques : c'était une pratique de dévotion. Les Almoravides ont institutionnalisé l'usage politique et militaire du drapeau. Chaque groupe de 100 soldats disposait alors d'une bannière ; les leaders emportaient quant à eux une bannière avec l'inscription : « Il n'y a de Dieu que Dieu lui-même, et Mohamed est son prophète. » (chahada). Les deux dynasties qui suivirent (les Mérinides et les Saadiens) perpétuèrent l'utilisation du drapeau blanc comme symbole dynastique.

### Almohades
Les Almohades sont une dynastie musulmane berbère qui régna au Maghreb de 1121 à 1269.
Les berbères almohades du Haut Atlas ont combattu les Almoravides au nom de l'orthodoxie. Les Almohades (Al Mouahidun, ceux qui unissent) étaient dirigés par Ibn Toumert et ensuite par Abdel Moumen. Ils conquirent quasiment tout le Maghreb, ainsi qu'al-Andalus, qu'ils dirigèrent de 1147 à 1269.
La principale cause de leur affaiblissement est la coalition des États chrétiens d'Espagne (Castille, León, Aragon et Navarre) et du Portugal  pour la Reconquista. Elle inflige aux Almohades la défaite de Las Navas de Tolosa (16 juillet 1212).
Affaiblis par la perte des territoires de l'est de l'empire que se partagent Zianides et Hafsides, les Almohades sont finalement renversés par les Mérinides qui s'emparent de Marrakech en 1269.
Le drapeau des Almohades avait un fond rouge qui représentait le sang versé pour la religion et portait au centre un échiquier, symbole médiéval de la joute oratoire, de la dialectique  et de la victoire des arguments de l'islam.

### Mérinides, Wattassides et Saadiens
Les Mérinides forment une dynastie berbère zénète et musulmane. Ils se mettent dans un premier temps au service des Almohades puis cherchent à profiter de leur déclin. Ils font la guerre face aux Almohades très affaiblis par la défaite de la bataille de Las Navas de Tolosa. En 1245, les Mérinides réussissent à prendre Meknès puis en 1248 Fès et enfin en 1269 la capitale des Almohades Marrakech.
L'une des principales causes de l'affaiblissement des Mérinides est la défaite de Kairouan,. Après cette défaite, les Mérinides perdent les territoires correspondant à la majeure partie de la Tunisie et l'Algérie. Le sultan Abu Inan Faris réussit finalement à stabiliser son royaume et parvient, en 1357, à reconquérir ces terres. Sa mort prématurée (tué par l'un de ses vizirs) entraîne des troubles importants et les deux provinces récemment conquises en profitent pour retrouver leur indépendance.
Le drapeau mérinide se présente sous la forme d'un fond rouge orné d'une étoile à 8 branches formée à partir de 2 carrés superposés (Rub El Hizb). Il sera conservé lors du règne de leurs successeurs, les Wattassides et les Saadiens.[réf. nécessaire]

### Alaouites

#### De 1666 jusqu'en 1915

Drapeau sous la Dynastie alaouite (1666–1915)

Variante du drapeau sous la Dynastie alaouite (1666–1915)

La couleur rouge du drapeau du Maroc remonte au XVIe siècle. En effet, le fils du fondateur de la dynastie Alaouite, Moulay er-Rashid prit le pouvoir en 1666. Les Alaouites instaurèrent le drapeau rouge comme drapeau du Maroc.
Une variante du drapeau se compose d'un champ rouge avec une bordure faite de triangles rouges et blancs et de deux épées se croisant au centre. Les épées selon des sources plus précises, des yatagans, sont une possible représentation de la Zulfikar, et donc de la légitimité de la dynastie alaouite, qui se prétend issue de Mahomet ; de par leur disposition, elles ont été souvent confondues avec des ciseaux,. En 1781 The Piemontese Chronicles déclare qu'un navire battant avec un drapeau rouge et "deux ciseaux blancs" naviguer dans le port de Villafranca (aujourd'hui Villefranche-sur-Mer, en France). Le navire provenait du royaume du Maroc. Le docteur en sciences politiques Pierre Charles Lux-Wurm dit dans son ouvrage Les drapeaux de l’Islam de Mahomet à nos jours que les "ciseaux" étaient en fait deux sabres mal interprétés. Le drapeau à deux épées était le plus représentatif du Maroc avec le drapeau actuel qu'on connait aujourd'hui. Notamment dû aux nombreux exports commerciaux que le royaume marocains faisait au XVIIe siècle  ; et dû à l'évolution mondial qu'ont eu les pays a communiquer entre eux.

#### Version avec une étoile à six branches
L'étoile à six branches, ou Sceau de Salomon aurait figuré sur certains drapeaux de l'Empire chérifien pendant le protectorat avant que celui-ci ne soit uniformisé avec l'étoile à cinq branches sur tous les drapeau du Maroc,,,. Si le sceau de Salomon fut largement utilisé comme symbole sur les pièces et autres documents de la période du Protectorat, sa présence sur le drapeau national fait débat chez les historiens. L'adoption de l'étoile à cinq branches étant antérieure à l'utilisation du sceau sur le drapeau d'Israël, sur lequel il est connu comme l'Étoile de David, l'abandon supposé du sceau sur l'emblème marocain n'aurait donc pas été le fruit d'un antisémitisme,.

Drapeau supposé du Maroc avec une étoile à six branches[30].
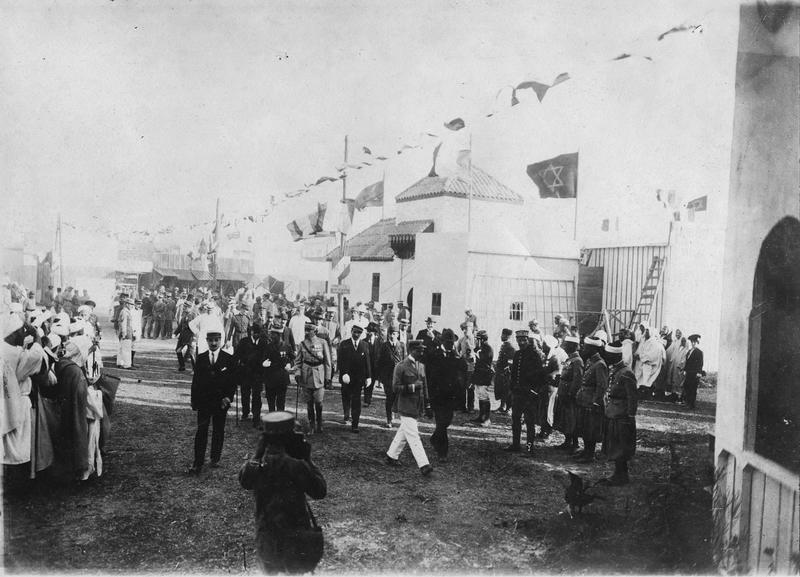
Le drapeau à l'étoile à six branches flotte sur la foire de Fès lors d'une visite du général Lyautey en octobre 1916.

#### Depuis 1915

Drapeau depuis 1915.

Par le dahir du 17 novembre 1915 pour éviter toute confusion avec les drapeaux maritimes qui sont rouges également, Moulay Youssef décide de compléter le drapeau rouge par un sceau le « Khatam Sulaymane »; Sulaymane était un prophète devenu roi, très considéré en Islam comme tous les autres prophètes. Le « Khatam Sulaymane » se traduit en français par le « Sceau de Salomon »  une étoile à cinq branches de couleur verte. Celle-ci symboliserait le courage, la santé et la prospérité au Maroc. Le choix de Moulay Youssef veut aussi rappeler l'islam avec l'étoile a 5 branches qui a pour signification les 5 piliers de l'islam « La profession de foi, la prière, l'aumône, le ramadan et le pèlerinage » ,. Le sceau évoque ainsi les cinq piliers de l'islam. C'est d'ailleurs le premier et seul pays à avoir représenté les 5 piliers par ses branches. Il n'est pas rare de voir dans certaines instituons gouvernementales le drapeau actuel avec écrit « Allah, El Watan, El Malik »  qui est la devise national du Maroc, qui se traduit par « Dieu, la Patrie, le Roi », le blason du Maroc fait aussi référence  à une phrase coranique « Si vous glorifiez Allah, Allah vous apportera la victoire » 
Le sultan avait perdu une grande partie de son pouvoir mais il restait un symbole et le sultan Mohammed ben Youssef, su se servir de ce symbole, en particulier entre 1941 et 1956, pour affirmer la dignité du pays et le conduire vers l'indépendance.

### Les armoiries du royaume du Maroc
L'étoile à cinq branches du drapeau est reprise dans le corps du blason du pays, ainsi que dans la couronne qui le surplombe, qui comporte une étoile à 5 branches en or.

Armoiries du Maroc.

Les armoiries actuelles du royaume du Maroc se blasonnent ainsi :
De gueules, avec en chef un soleil naissant à quinze rayons d'or sur champ azur, soutenu d'une fasce divisée voûtée de sinople, fuselée d'or et d'argent ; le tout surchargé d'un pentalpha de sinople. L'écu est timbré de la couronne royale marocaine d'or, ornée de perles de gueules et de sinople alternées et surmontée d'une étoile (pentalpha) d'or ; il est bordé de lambrequins d'or soutenus de deux cornes d'abondance et supporté par lions au naturel : celui de dextre étant de profil et celui de senestre est léopardé, et pour devise, sur un listel d'or, le verset 7 de la sourate XLVII du Coran : « Si vous glorifiez Allah, Allah vous apportera la victoire » (arabe : إن تنصروا الله ينصركم (In Tansourou Allaha Yansouroukoum)).

### Dans les Forces armées royales
Le drapeau national et l'étoile verte à cinq branches sont repris par les différents corps militaires dans leurs insignes, fanions et cocardes.

Insignes des différents corps militaires du Maroc
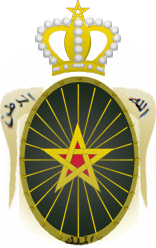
Insigne des Forces armées royales
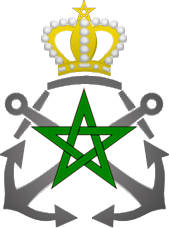
Insigne de la marine royale
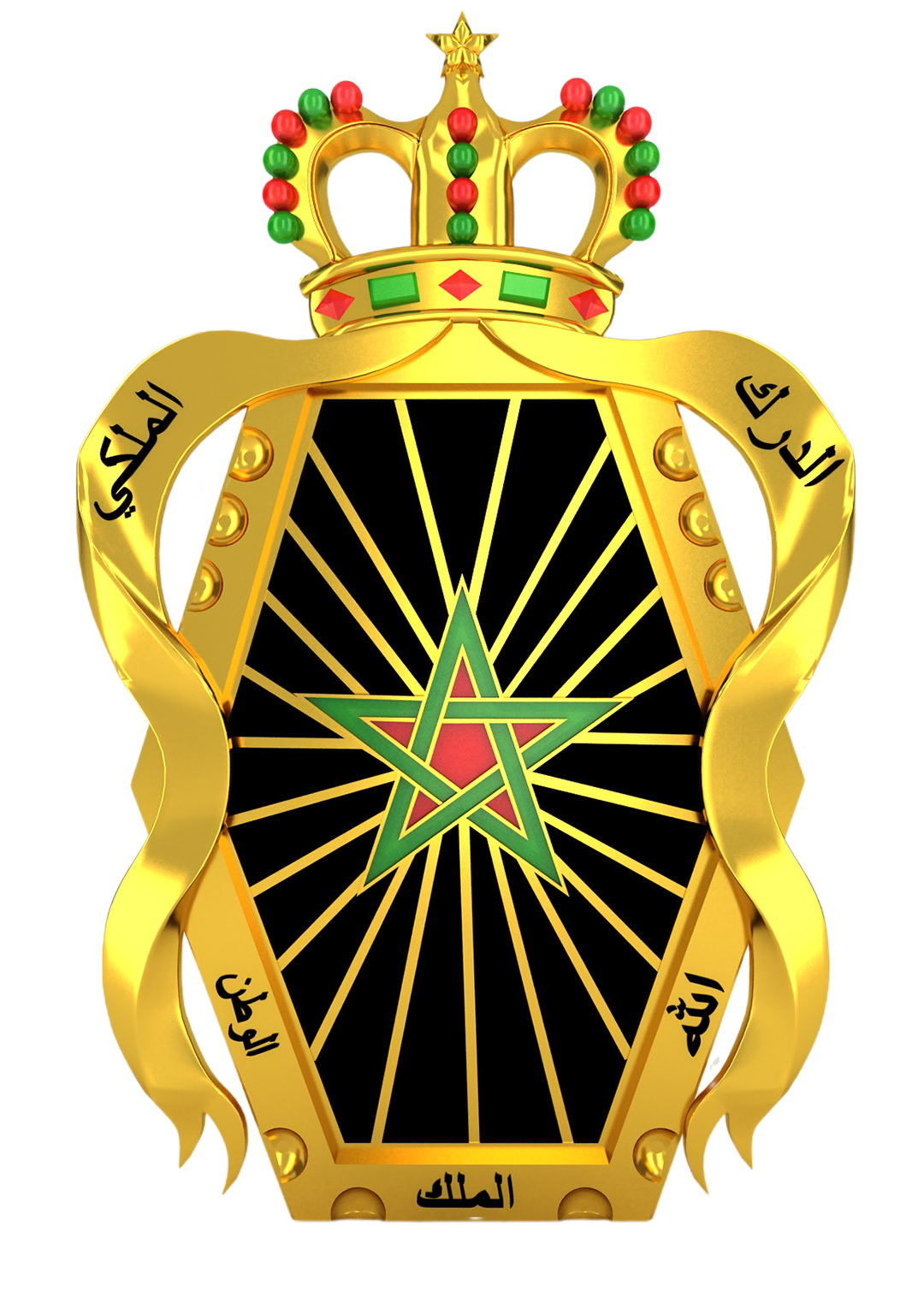
Insigne de la gendarmerie royale marocaine
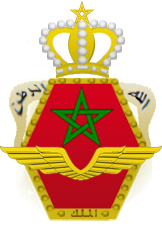
Insigne de l'armée de l'air royale

Fanions des différents corps militaires du Maroc
Fanion des Forces armées royales
Fanion de la marine royale
Fanion de l'armée de terre
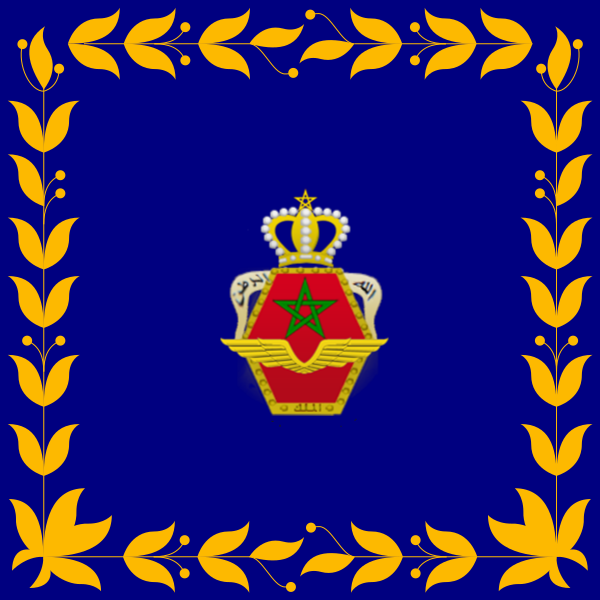
Fanion de l'armée de l'air
Fanion de la gendarmerie royale marocaine
Fanion de la garde royale marocaine

Les équipements de l'armée marocaine sont reconnues visuellement par la présence de la cocarde dans leur côté :

Cocardes de l'armée de l'air du Maroc
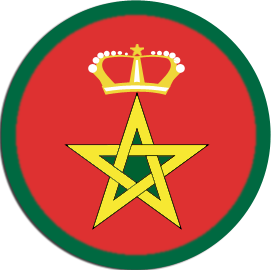
Cocarde des avions de chasse
Cocarde des avions de transport et des hélicoptères

### Pavillons civils de l'époque des protectorats

Pavillon civil utilisé sous le protectorat espagnol[38]
Drapeau de la Marine Marchande utilisé sous le protectorat français[39]

## Anecdote
Le 8 mai 2010, le Cercle des jeunes démocrates marocains a réalisé le plus grand drapeau au monde dans la ville de Dakhla. Le drapeau mesurait 60 409,78 m2 et pesait 20 t,. Détenu jusqu'en octobre 2010, ce record a été certifié par un comité du Livre Guinness des records.